# François Gernelle
François Gernelle (nascut el 20 de desembre de 1944 a França) és un enginyer, informàtic i empresari famós per inventar el primer microordinador utilitzant un microprocessador, el Micral-N.

## Formació
A finals dels anys 60 Gernelle es va graduar al Conservatoire National des Arts et Métiers. L'any 1978 va obtenir un Philosophiæ doctor com a informàtic teòric a la universitat Pierre Mendès-France de Grenoble.

## Creació del Micral-N

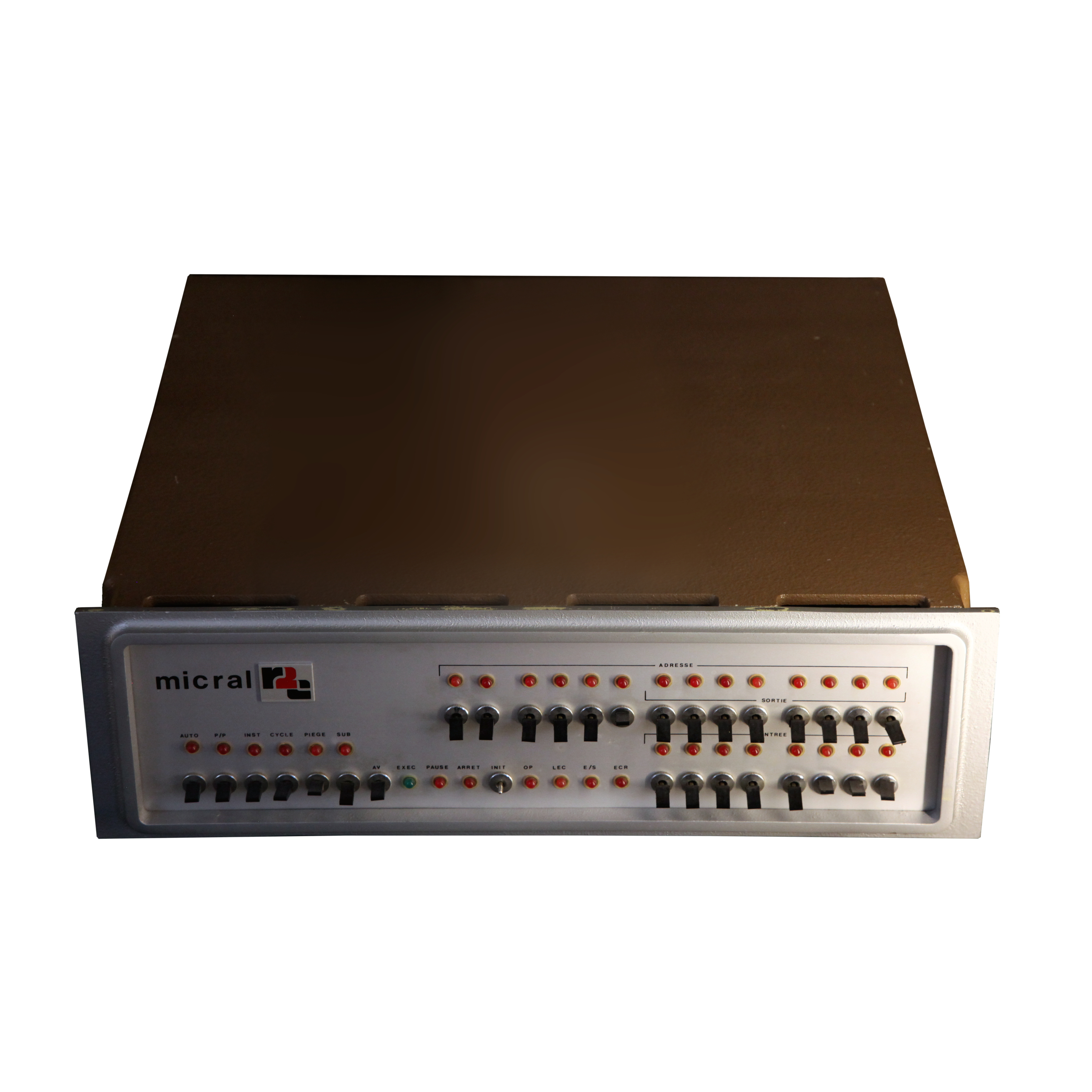
Micral-N

Gernelle va conèixer a André Truong l'any 1968 a l'Intertechnique, una companyia especialitzada en aplicacions mèdiques i nuclears. François Gernelle va proposar a l'empresa que fabriqués microordinadors, però no va funcionar. El 1972 Truong crea la companya R2E i Gernelle s'uneix a ella. En aquell moment Alan Perreir, membre de l'INRA (Institut National de la Recherche Agronomique), buscava una forma barata de construir un sistema per calcular l'evapotranspiració del sòl, però no tenia gaire pressupost. Gernelle va proposar construir una calculadora per la meitat del preu, i va aconseguir crear el primer microordinador en el procés. El desenvolupament es va iniciar el 1972 a Chatenay-Malabry (suburbis de París), i Gernelle va treballar juntament amb André Truong per crear el Micral-N, que d'acord amb el Computer History Museum va ser el primer equip personal i comercial basat en un microprocessador (en aquest cas, l'Intel 8008). El software va ser desenvolupat per Benchetrit, amb Alain Lacombe i Jean-Claude Beckmann treballant els aspectes elèctrics i mecànics.
El Micral-N va ser lliurat a l'INRA el gener de 1973 i comercialitzat a partir de febrer del mateix any per l'empresa R2E amb el preu de 8500 FF (1750 $). Va tenir bastant èxit al mercat, venent unes 90000 unitats que es van utilitzar principalment en aplicacions verticals, com ara cabines de peatge de carreteres i control de processos. El programari inicial disponible al Micral era específic i utilitzava Prologue, un sistema operatiu que es va desenvolupar a finals de la dècada de 1970.
Gernelle va comentar el següent sobre el desenvolupament del Micral-N "Vam trigar cinc mesos de treball. Durant tres mesos, vaig treballar diàriament 18 hores, gairebé sense veure la llum del dia ".

## Controvèrsia sobre la creació del Micral-N
El 13 de febrer de 1994 Gernelle va veure un anunci a la televisió destacant l'aniversari número 20 del Micral-N, on André Truong afirmava ser l'inventor. Va aprofitar l'oportunitat per reclamar l'exclusivitat de la creació, la qual cosa va provocar diversos procediments judicials entre els dos. El novembre de 1998, després dels processos de llei, François Gernelle va aconseguir reservar el dret d'afirmar que és l'inventor del microordinador per part del "Cour d'Appel de Versailles".

## Venta frustrada del Micral-N i creació de FORUM International
Després de l'èxit del Micral-N a França, Honeywell es va interessar per la seva compra. En un bar de Los Angeles el representant de l'empresa va oferir 2 milions pel Micral i el programari Prologue. Truong, que també estava present a la reunió, va demanar 4 milions, provocant un trencament en les negociacions. Després d'això Bull va comprar R2E el 1983, però François Gernelle va abandonar la companya per crear una pròpia: FORUM International. Allà va crear ordinadors professionals basats en el sistema Prologue.